# В тисках
«В тиска́х» (англ. Gridlocked) — канадский боевик-триллер, режиссёра Аллана Ангара. Премьера фильма состоялась на Фестивале фантастических фильмов 26 сентября 2015 года. Фильм был доступен на Netflix 14 июля 2016 года.

## Сюжет
Бывший лидер SWAT Дэвид Хендрикс и высокомерная кинозвезда Броуди Уокер должны объединить свои силы, когда на полицейский участок, в котором они находятся, нападают неизвестные.

## В ролях
| Актёр           | Роль           |
| --------------- | -------------- |
| Доминик Перселл | Дэвид Хендрикс |
| Коуди Хэкмен    | Броуди Уокер   |
| Дэнни Гловер    | Салли          |
| Стивен Лэнг     | Корвер         |
| Триш Стратус    | Джина          |
| Винни Джонс     | Райкер         |
| Ричард Ганн     | Мэддокс        |
| Сол Рубинек     | Марти          |
| Стив Байерс     | Скотт Кэллоуэй |
| Джеймс Вудс     | Джейсон        |
| Жан-Поль Ману   | Финн           |

## Производство
На роль Дэвида Хендрикса первоначально был выбран Кьюба Гудинг, но позже его заменил Доминик Перселл.
Основные съёмки начались 7 июля 2014 года в Торонто, Онтарио и продолжались пять недель. Большинство съемок проходило на заброшенной фабрике по упаковке мяса, которую продюсеры превратили в студию на время съемок.

## Критика
Фильм получил положительные отзывы кинокритиков. The Hollywood Reporter неоднозначно отозвался о фильме. Сайт The Action Elite дал фильму 4 звезды из 5 и назвал его «лучшим боевиком года», в то время как Shock Till You Drop описал его как «веселую поездку, наполненную боями, оружием и кровью. Это чертовски веселая ночь в кино».